# 作山憲斗
作山 憲斗（さくやま けんと、1990年7月3日 - ）は日本、長野県飯山市出身の元スキージャンプ選手で、スキージャンプ指導者である。

## 来歴・人物
7歳からスキーを始める。
飯山第一中学校3年時の全国中学校スキー大会で優勝して注目される。
中野実業高校を経て2009年北野建設に入社した。
ノルディックスキージュニア世界選手権では2008年団体戦5位、2009年個人戦25位、団体戦6位、2010年個人戦18位、団体戦6位の成績を残した。
全日本スキー選手権で第89回ノーマルヒル、第91回ノーマルヒル、第92回ラージヒル、第94回ラージヒルと通算4勝した。
ワールドカップでは2014/15シーズンフィンランド・クオピオ大会で18位になったのが自己最高位である。サマーグランプリでは2015年に優勝1回を含む5回の表彰台獲得で、総合優勝を獲得した。
スウェーデン・ファールンで行われた2015年ノルディックスキー世界選手権の日本代表に選出されたが出場機会はなかった。
2019年6月、現役を退きコーチに就任した。
2023-2024シーズンから男子スキージャンプナショナルチームのヘッドコーチを務めている。

## 競技成績

### 国際大会

#### 世界選手権
- 2015年ファールン大会 ( スウェーデン)
  - 代表に選出されたが競技出場は無し。
- 2017年ラハティ大会（ フィンランド）
  - 個人ノーマルヒル 40位
  - 個人ラージヒル 50位

#### フライング世界選手権
- 2016年バート・ミッテルンドルフ大会( オーストリア)
  - 個人 31位

#### ジュニア世界選手権
- 2008年ザコパネ大会（ ポーランド）
  - 男子団体 5位（伊藤謙司郎、作山憲斗、細田将太郎、栃本翔平）
- 2009年シュトルブスケ・プレソ大会（ スロバキア）
  - 男子個人 25位
  - 男子団体 6位（伊藤謙司郎、鈴木翔、渡部弘晃、作山憲斗）
- 2010年ヒンターツァルテン大会（ ドイツ）
  - 男子個人 18位
  - 男子団体 6位（伊藤謙司郎、作山憲斗、原田侑武、細田将太郎）

#### ワールドカップ
- 自己最高位 18位（2015年3月10日）
  - 2009/10シーズン総合71位
  - 2011/12シーズンポイントなし
  - 2012/13シーズン総合68位
  - 2013/14シーズンポイントなし
  - 2014/15シーズン総合49位
  - 2015/16シーズン総合47位
  - 2016/17シーズン総合62位
  - 2017/18シーズンポイントなし
  - 2018/19シーズンポイントなし

#### サマーグランプリ
- 自己最高位 1位（2015年8月30日）
  - 2008年総合32位
  - 2009年総合59位
  - 2010年ポイントなし
  - 2011年総合78位
  - 2012年総合30位
  - 2013年総合70位
  - 2014年総合29位
  - 2015年総合優勝（1位1回、2位1回、3位3回）
  - 2016年総合37位
  - 2017年ポイントなし
  - 2018年ポイントなし

### 国内大会
- 2005.03.21 第41回野沢温泉少年スキー大会中学生の部　優勝
- 2006.03.14 ＪＯＣ ジュニアオリンピックカップ2006 全日本ジュニアスキー選手権大会中学生の部　優勝
- 2006.03.05 第40回栂池ノルディック大会中学生の部　優勝
- 2006.02.07 第43回全国中学校スキー大会　優勝
- 2006.12.17 第22回吉田杯ジャンプ大会少年の部　優勝
- 2008.07.19 第26回札幌市長杯宮の森サマージャンプ大会　優勝
- 2008.12.13 第39回名寄ピヤシリジャンプ大会少年の部　優勝
- 2008.12.14 第24回吉田杯ジャンプ大会少年の部　優勝
- 2009.01.04 第50回雪印杯全日本ジャンプ大会少年の部　優勝
- 2011.02.27 第89回全日本スキー選手権大会ノーマルヒル　優勝
- 2012.02.15 第67回国民体育大会冬季大会スキー競技会成年男子A　優勝
- 2013.03.09 第91回全日本スキー選手権大会ノーマルヒル　優勝
- 2014.02.02 第92回全日本スキー選手権大会ラージヒル（兼第55回NHK杯ジャンプ大会）　優勝
- 2014.02.22 第69回国民体育大会冬季大会スキー競技会成年男子A　優勝
- 2014.03.09 第85回宮様スキー大会ラージヒル　優勝
- 2015.11.11 第94回全日本スキー選手権大会ラージヒル（兼第57回NHK杯ジャンプ大会）　優勝